# Patrik Haginge
Patrik Haginge (* 2. April 1985 in Örebro) ist ein schwedischer Fußballspieler, der als Abwehrspieler in über 200 Spielen für Örebro SK und Djurgårdens IF im schwedischen Profifußball auflief.

## Werdegang
Haginge spielte in der Jugend beim Mellringe-Ekers IF, bei dem er auch seine ersten Schritte im Erwachsenenbereich machte. 2001 wechselte er zum Örebro SK. Nachdem er dort zunächst im Nachwuchsbereich gespielt hatte, rückte er 2003 in den Erstliga-Kader auf. In der Spielzeit 2004 debütierte er schließlich in der Allsvenskan und etablierte sich schnell in der Startformation, nach einem Lizenzentzug stieg der Klub jedoch am Saisonende in die zweitklassige Superettan ab. Dort schwankte er zwischen Startelf und Ersatzbank, am Ende der Zweitliga-Spielzeit 2006 stieg er mit dem Klub wieder in die erste Liga auf. Dort war er wiederum Stammspieler und wurde im Sommer 2008 vom Ligakonkurrenten und Vorjahresdritten Djurgårdens IF abgeworben, bei dem er einen Vertrag mit dreieinhalb Jahren Laufzeit unterschrieben.
Haginge bestritt für seinen neuen Klub 15 Saisonspiele bis zum Ende der Spielzeit 2008, die der Klub auf dem zwölften Tabellenplatz beendete. Nach einem Trainerwechsel von Sigurður Jónsson zu Andrée Jeglertz vor der folgenden Saison verlor er im Saisonverlauf seinen Stammplatz, auch unter dessen Nachfolger Lennart Wass stand er nur zeitweise in der Startelf.
Im Februar 2011 kehrte Haginge zu Örebro SK zurück, wo er einen Vertrag mit mehrjähriger Laufzeit unterschrieb. Hier war er unter Trainer Sixten Boström auf Anhieb Stammspieler. Am Ende der Spielzeit 2012 stieg er mit dem Klub erneut in die Zweitklassigkeit ab, unter Trainer Per-Ola Ljung gelang ihm an der Seite von Shpëtim Hasani, Karl Holmberg, Magnus Wikström, Ahmed Yasin Ghani, Oscar Jansson und Samuel Wowoah der direkte Wiederaufstieg. Zwischenzeitlich auf einem Abstiegsplatz erreichte er mit dem Klub am Ende der Spielzeit 2014 den sechsten Tabellenplatz in der Allsvenskan. Während die mittlerweile von Alexander Axén betreute Mannschaft um Karl Holmberg, Robert Åhman-Persson, Ahmed Yasin Ghani, Daniel Gustavsson, Eiður Sigurbjörnsson und Nordin Gerzić im Frühjahr 2015 am Tabellenende reüssierte, erreichte sie das Endspiel im schwedischen Landespokal. Gegen den seinerzeitigen Tabellenführer der Meisterschaft IFK Göteborg erzielte Ayanda Nkili zwar dort am 17. Mai die zwischenzeitliche 1:0-Führung, das Spiel ging jedoch mit einer 1:2-Niederlage verloren.